# Стрельба в Боулдере
22 марта 2021 года в супермаркете King Soopers в городе Боулдер, Колорадо, США произошло массовое убийство, жертвами которого стали 10 человек. Предполагаемый стрелок, Ахмад Аль Аливи Алисса, был ранен, задержан и доставлен в одну из больниц города для оказания помощи, после чего переведён в окружную тюрьму.

## Ход событий
Стрельба началась около 14:30 по местному времени, когда стрелок вошёл в супермаркет и открыл огонь. Часть посетителей и сотрудников магазина смогли укрыться в подсобном помещении, в то время как другие покинули магазин через задний выход .
Примерно в это же время Департамент полиции Боулдера начал получать сообщения о «вооружённом винтовкой человеке на территории супермаркета» и стрельбе. Одним из первых прибывших на место преступления полицейских был офицер Эрик Талли, который впоследствии был застрелен нападавшим. Полицейские вступили с подозреваемым в перестрелку, которая продолжалась с 14:30 до 15:21. В 15:28 стрелок был задержан.

### Меры реагирования
В нейтрализации нападавшего приняли участие до 15 различных ведомств и организаций, включая агентов ФБР, Бюро алкоголя, табака, огнестрельного оружия и взрывчатых веществ, членов SWAT округа Джефферсон, а также офицеров местных полицейских департаментов. На место стрельбы также прибыли пожарный автомобиль и три медицинских вертолёта.

## Жертвы
В результате стрельбы погибло 10 человек, включая офицера полиции Эрика Талли. Ему был 51 год, его стаж службы составлял 25 лет, 11 из которых — в Департаменте полиции Боулдера.
Полный список погибших:
- Дэнни Стонг, 20
- Невен Станишич, 23
- Рикки Олдс, 25
- Тралона Бертковьяк, 49
- Терри Ляйкер, 51
- Эрик Талли, 51
- Сюзанна Фаунтэйн, 59
- Кевин Махоуни, 61
- Линн Муррей, 62
- Джоди Уотерс, 65

## Подозреваемый
21-летний (род. 17 апреля 1999) Ахмад Аль Аливи Алисса из города Арвада, Колорадо, был задержан; ему предъявлены 10 обвинений в убийстве первой степени. Из-за ранения в ногу Алисса был доставлен в медицинское учреждение города Боулдер. На следующий день он был перемещён в тюрьму округа Боулдер. Известно, что его психическое здоровье вызывало вопросы, он был склонен к агрессии.